# Søren Munch
Søren Munch (født 13 juni 1962) i Horsens er en dansk journalist og tidligere atlet.
Søren Munch blev 1981 student på Silkeborg Amtsgymnasium og blev derefter uddannet journalist fra Danmarks Journalisthøjskole i Aarhus i 1982-1986. I 1980'erne var han journalist og fagligt aktiv som tillidsrepræsentant på Midtjyllands Avis i Silkeborg. Siden 1994 har han været ansat som nyhedsredaktør og journalist på Morgenavisen Jyllands-Posten. Han er nu skrivende journalist på Jyllands-Postens netavis jp.dk.
Søren Munch er medlem Silkeborg AK-77 og har været klubbens formand i seks år i 1990'erne og har lige nu en titel som sportschef og træner samt ansvarlig for klubbens mellem- og langdistanceløbere. Han er siden 2013 menige medlem af bestyrelsen i Dansk Atletik Forbund. Som aktiv blev han dansk mester på 3000 meter forhindring i 1987 og deltog i VM i cross 1989.
Søren Munch er bosiddende i Silkeborg.

## Internationale mesterskaber
- 1989 VM 12km cross nummer 189 45,34
- 1981 JEM 3000 meter 15. plads 8:34,28
- 1981 VM junior cross nummer 41, hold nummer 11

## Danske mesterskaber
- Bronze 1990 Danmarksturneringen
- Bronze 1989 3000 meter forhindring 9:13,45
- Sølv 1988 3000 meter forhindring 9:02,53
- Guld 1987 3000 meter forhindring 8:57,75
- Sølv 1986 3000 meter forhindring 8:58,83

## Personlige rekorder
- 3000 meter: 8:15,0 Skovdalen Atletikstadion, Aalborg, 23. august 1989
- 5000 meter: 14:23,07 Aarhus Stadion, 31. juli 1988
- 10000 meter: 30:24,2 Aarhus Stadion, 17. maj 1983
- 10 km landevej: 29,43 Holstebro, 8. marts 1986
- 15 km landevej: 46,16 Holbæk, 4. april 1986
- 20 km landevej: 1:04,34 Esbjerg 2. december 1984
- Maraton: 3:04,12 Hamborg, 21. april 1996
- 2000 meter forhindring: 5:43,20 Karlskrona, Sverige 18. juli 1989
- 3000 meter forhindring: 8:48,85 Aarhus Stadion, 6. juli 1989